# Lobothallia
Lobothallia is een geslacht van korstmossen behorend tot de familie Megasporaceae. Soorten uit dit geslacht hebben foliose thalli die in het midden korstvormig worden met de leeftijd en groeien doorgaans op kalkhoudende tot kiezelhoudende rotsen. De photobiont is een groene alg van het geslacht Trebouxia. Het geslacht is vertegenwoordigd in Eurazië, Azië, Noord-Afrika, Midden-Amerika, het westen van Noord-Amerika en Australië.

## Soorten
Volgens Index Fungorum bevat het geslacht 22 soorten (peildatum november 2021):
| Soortnaam                   | Auteur(s)                                        | Publicatiejaar |
| --------------------------- | ------------------------------------------------ | -------------- |
| Lobothallia alphoplaca      | (Wahlenb.) Hafellner                             | 1991           |
| Lobothallia brachyloba      | Paukov & I.V. Frolov                             | 2019           |
| Lobothallia cernohorskyana  | (Clauzade & Vězda) A. Nordin, Cl. Roux & Sohrabi | 2012           |
| Lobothallia chadefaudiana   | (Cl. Roux) A. Nordin, Cl. Roux & Sohrabi         | 2012           |
| Lobothallia cheresina       | (Müll. Arg.) A. Nordin, Cl. Roux & Sohrabi       | 2012           |
| Lobothallia controversa     | Cl. Roux & A. Nordin                             | 2016           |
| Lobothallia crassimarginata | Kou & Q. Ren                                     | 2013           |
| Lobothallia epiadelpha      | Paukov & A. Nordin                               | 2019           |
| Lobothallia farinosa        | (Flörke) A. Nordin, Savić & Tibell               | 2010           |
| Lobothallia gangwondoana    | S.Y. Kondr., J.J. Woo & Hur                      | 2020           |
| Lobothallia hedinii         | (H. Magn.) Paukov, A. Nordin & Sohrabi           | 2019           |
| Lobothallia helanensis      | Kou & Q. Ren                                     | 2013           |
| Lobothallia hydrocharis     | (Poelt & Nimis) Sohrabi & Nimis                  | 2016           |
| Lobothallia lacteola        | (Oxner) Şenkard., Paukov, Davydov & Sohrabi      | 2019           |
| Lobothallia melanaspis      | (Ach.) Hafellner                                 | 1991           |
| Lobothallia praeradiosa     | (Nyl.) Hafellner                                 | 1991           |
| Lobothallia pruinosa        | Kou & Q. Ren                                     | 2013           |
| Lobothallia radiosa         | (Hoffm.) Hafellner                               | 1991           |
| Lobothallia recedens        | (Taylor) A. Nordin, Savić & Tibell               | 2010           |
| Lobothallia semisterilis    | (H. Magn.) Y.Y. Zhang                            | 2020           |
| Lobothallia subdiffracta    | (H. Magn.) Paukov                                | 2019           |
| Lobothallia zogtii          | Paukov & Davydov                                 | 2019           |